# Eczacıbaşı Stambuł w europejskich pucharach

## Puchar Europy Mistrzyń Krajowych siatkarek (1974/1975)
| Data       | Miejsce | Przeciwnik        | Wynik                  | Runda         |
| ---------- | ------- | ----------------- | ---------------------- | ------------- |
| 1974-11-15 | Stambuł | Värnamo Volley    | 3:0                    | Runda wstępna |
| 1974-11-23 | Värnamo | Värnamo Volley    | 3:0                    | Runda wstępna |
| 1975-01-04 | Praga   | Rudá Hvězda Praga | 0:3 (2:15, 0:15, 5:15) | 1/8 finału    |
| 1975-01-11 | Stambuł | Rudá Hvězda Praga | 0:3 (5:15, 6:15, 2:15) | 1/8 finału    |

## Puchar Europy Mistrzyń Krajowych siatkarek (1975/1976)
| Data       | Miejsce     | Przeciwnik     | Wynik | Runda      |
| ---------- | ----------- | -------------- | ----- | ---------- |
| 1976-02-08 | Montpellier | UC Montpellier | 1:3   | 1/8 finału |
|            | Stambuł     | UC Montpellier | 3:2   | 1/8 finału |

## Puchar Europy Mistrzyń Krajowych siatkarek (1976/1977)
| Data       | Miejsce   | Przeciwnik       | Wynik                                   | Runda         |
| ---------- | --------- | ---------------- | --------------------------------------- | ------------- |
| 1976-11-06 | Wiedeń    | ASKÖ DTJ Wiedeń  | 2:3 (15:10, 15:17, 15:11, 11:15, 11:15) | Runda wstępna |
| 1976-11-13 | Stambuł   | ASKÖ DTJ Wiedeń  | 3:0 (25:8, 25:9, 25:4)                  | Runda wstępna |
| 1976-12-12 | Stambuł   | Dinamo Bukareszt | 0:3 (12:15, 3:15, 4:15)                 | 1/8 finału    |
| 1976-12-19 | Bukareszt | Dinamo Bukareszt | 0:3                                     | 1/8 finału    |

## Puchar Europy Mistrzyń Krajowych siatkarek (1977/1978)
| Data | Miejsce        | Przeciwnik            | Wynik    | Runda       |
| ---- | -------------- | --------------------- | -------- | ----------- |
|      | Belgrad        | Crvena zvezda Belgrad | 3:0      | 1/8 finału  |
|      | Stambuł        | Crvena zvezda Belgrad | walkower | 1/8 finału  |
|      | Alzano Scrivia | Savoia Alzano         |          | Ćwierćfinał |
|      | Stambuł        | Savoia Alzano         |          | Ćwierćfinał |

## Puchar Europy Mistrzyń Krajowych siatkarek (1978/1979)
| Data       | Miejsce   | Przeciwnik       | Wynik | Runda       |
| ---------- | --------- | ---------------- | ----- | ----------- |
| 1978-12-09 | Bazylea   | Uni Bazylea      | 3:0   | 1/8 finału  |
| 1978-12-17 | Stambuł   | Uni Bazylea      | 3:0   | 1/8 finału  |
| 1979-01-13 | Stambuł   | Nim-Se Budapeszt | 0:3   | Ćwierćfinał |
| 1979-01-20 | Budapeszt | Nim-Se Budapeszt | 0:3   | Ćwierćfinał |

## Puchar Europy Mistrzyń Krajowych siatkarek (1979/1980)
| Data       | Miejsce     | Przeciwnik             | Wynik                                 | Runda        |
| ---------- | ----------- | ---------------------- | ------------------------------------- | ------------ |
| 1979-12-08 |             | Blau Gelb Wiedeń       | 3:2 (15:5, 15:11, 14:16, 11:15, 15:8) | 1/8 finału   |
| 2018-02-10 | Torrelavega | Sniace Torrelavega     | 3:0 (15:6, 15:10, 15:5)               | Ćwierćfinał  |
| 2018-02-16 | Stambuł     | Sniace Torrelavega     | 3:0 (15:3, 15:1, 15:7)                | Ćwierćfinał  |
| 1980-03-07 | Gottwaldov  | Nim-Se Budapeszt       | 0:3 (12:15, 12:15, 13:15)             | Faza grupowa |
| 1980-03-08 | Gottwaldov  | Ruda Hvezda Bratysława | 0:3 (4:15, 6:15, 5:15)                | Faza grupowa |
| 1980-03-09 | Gottwaldov  | Dinamo Tirana          | 3:0 (15:2, 15:13, 15:8)               | Faza grupowa |

## Puchar Europy Mistrzyń Krajowych siatkarek (1980/1981)
| Data       | Miejsce | Przeciwnik            | Wynik                   | Runda      |
| ---------- | ------- | --------------------- | ----------------------- | ---------- |
| 1980-12-14 | Stambuł | Urałoczka Swierdłowsk | 0:3 (2:15, 9:15, 2:15)  | 1/8 finału |
| 1980-12-16 | Stambuł | Urałoczka Swierdłowsk | 0:3 (5:15, 14:16, 4:15) | 1/8 finału |

## Puchar Europy Mistrzyń Krajowych siatkarek (1981/1982)
| Data | Miejsce | Przeciwnik           | Wynik                         | Runda      |
| ---- | ------- | -------------------- | ----------------------------- | ---------- |
|      | Stambuł | Lewski-Spartak Sofia | 3:1 (10:15, 15:9, 15:7, 15:5) | 1/8 finału |
|      | Sofia   | Lewski-Spartak Sofia | 0:3                           | 1/8 finału |

## Puchar Europy Mistrzyń Krajowych siatkarek (1982/1983)
| Data       | Miejsce               | Przeciwnik    | Wynik                    | Runda         |
| ---------- | --------------------- | ------------- | ------------------------ | ------------- |
|            | Stambuł               | AF Cornella   | 3:0                      | Runda wstępna |
|            | Cornellà de Llobregat | AF Cornella   | 3:0                      | Runda wstępna |
| 1982-12-04 | Tirana                | Dinamo Tirana | 0:3 (4:15, 3:15, 1:15)   | 1/8 finału    |
| 1982-12-12 | Stambuł               | Dinamo Tirana | 0:3 (12:15, 14:16, 8:15) | 1/8 finału    |

## Puchar Europy Mistrzyń Krajowych siatkarek (1983/1984)
| Data       | Miejsce               | Przeciwnik              | Wynik                          | Runda         |
| ---------- | --------------------- | ----------------------- | ------------------------------ | ------------- |
| 1983-11-06 | Stambuł               | AF Cornella             | 3:0                            | Runda wstępna |
| 1983-11-13 | Cornellà de Llobregat | AF Cornella             | 3:0                            | Runda wstępna |
|            | Helsingør             | Helsingor KFUM          | 3:2                            | 1/8 finału    |
|            | Stambuł               | Helsingor KFUM          | 3:0                            | 1/8 finału    |
|            | Stambuł               | SC Traktor Schwerin     | walkower                       | Ćwierćfinał   |
| 1984-02-24 | Monachium             | SV Lohhof               | 1:3 (5:15, 12:15, 15:9, 8:15)  | Faza grupowa  |
| 1984-02-25 | Monachium             | CSKA Sofia              | 1:3 (12:15, 8:15, 15:10, 4:15) | Faza grupowa  |
| 1984-02-26 | Monachium             | Olimpia Teodora Rawenna | 0:3 (12:15, 2:15, 1:15)        | Faza grupowa  |

## Puchar Europy Mistrzyń Krajowych siatkarek (1984/1985)
| Data       | Miejsce   | Przeciwnik         | Wynik                                 | Runda      |
| ---------- | --------- | ------------------ | ------------------------------------- | ---------- |
| 1984-12-01 | Stambuł   | Tungsram Budapeszt | 2:3 (10:15, 15:13 13:15, 15:7, 11:15) | 1/8 finału |
|            | Budapeszt | Tungsram Budapeszt | 0:3                                   | 1/8 finału |

## Puchar Europy Mistrzyń Krajowych siatkarek (1985/1986)
| Data       | Miejsce | Przeciwnik       | Wynik | Runda       |
| ---------- | ------- | ---------------- | ----- | ----------- |
| 1985-12-08 | Ostenda | Hermes Oostende  | 0:3   | 1/8 finału  |
| 1985-12-14 | Stambuł | Hermes Oostende  | 3:0   | 1/8 finału  |
| 1986-01-15 | Stambuł | SC Dinamo Berlin | 0:3   | Ćwierćfinał |
| 1986-01-22 | Berlin  | SC Dinamo Berlin | 0:3   | Ćwierćfinał |

## Puchar Europy Mistrzyń Krajowych siatkarek (1986/1987)
| Data       | Miejsce | Przeciwnik        | Wynik | Runda         |
| ---------- | ------- | ----------------- | ----- | ------------- |
| 1986-11-01 | Stambuł | Rudá Hvězda Praga | 0:3   | Runda wstępna |
| 1986-11-02 | Praga   | Rudá Hvězda Praga | 0:3   | Runda wstępna |

## Puchar Europy Mistrzyń Krajowych siatkarek (1987/1988)
| Data       | Miejsce | Przeciwnik        | Wynik                    | Runda      |
| ---------- | ------- | ----------------- | ------------------------ | ---------- |
| 1987-12-12 | Praga   | Rudá Hvězda Praga | 0:3 (8:15, 13:15, 11:15) | 1/8 finału |
| 1987-12-13 | Stambuł | Rudá Hvězda Praga | 0:3 (8:15, 7:15, 10:15)  | 1/8 finału |

## Puchar Europy Mistrzyń Krajowych siatkarek (1988/1989)
| Data       | Miejsce | Przeciwnik        | Wynik                        | Runda         |
| ---------- | ------- | ----------------- | ---------------------------- | ------------- |
| 1988-11-05 | Praga   | Rudá Hvězda Praga | 0:3 (1:15, 2:15, 5:15)       | Runda wstępna |
| 1988-11-13 | Stambuł | Rudá Hvězda Praga | 3:1 (15:5, 15:6, 9:15, 15:6) | Runda wstępna |

## Puchar Europy Mistrzyń Krajowych siatkarek (1989/1990)
| Data       | Miejsce   | Przeciwnik    | Wynik | Runda         |
| ---------- | --------- | ------------- | ----- | ------------- |
| 1994-12-03 | Stambuł   | CJD Feuerbach | 1:3   | Runda wstępna |
| 1994-12-10 | Feuerbach | CJD Feuerbach | 0:3   | Runda wstępna |

## Puchar Europy Zdobywczyń Pucharów siatkarek (1990/1991)
| Data       | Miejsce    | Przeciwnik            | Wynik                          | Runda         |
| ---------- | ---------- | --------------------- | ------------------------------ | ------------- |
| 1990-11-03 | Tirana     | Skenderbreu VS Tirana | 3:1 (5:15, 16:14, 16:14, 15:4) | Runda wstępna |
| 1990-11-10 | Stambuł    | Skenderbreu VS Tirana | 3:0 (15:1, 15:8, 15:6)         | Runda wstępna |
| 1990-12-01 | Bratysława | Slávia UK Bratysława  | 0:3 (7:15, 10:15, 15:17)       | 1/8 finału    |
| 1990-12-08 | Stambuł    | Slávia UK Bratysława  | 3:0 (15:11, 15:9, 15:9)        | 1/8 finału    |
| 1991-01-16 | Ałmaty     | ADK Ałma-Ata          | 0:3 (8:15, 12:15, 1:15)        | Ćwierćfinał   |
| 1991-01-23 | Stambuł    | ADK Ałma-Ata          | 0:3 (7:15, 7:15, 11:15)        | Ćwierćfinał   |

## Puchar Europy Zdobywczyń Pucharów siatkarek (1991/1992)
| Data       | Miejsce        | Przeciwnik             | Wynik                           | Runda         |
| ---------- | -------------- | ---------------------- | ------------------------------- | ------------- |
| 1991-11-02 | Stambuł        | Hakiryatim Kiryat Haim | 3:0 (15:2, 15:2, 15:6)          | Runda wstępna |
| 1991-11-09 | Kirjat Chajjim | Hakiryatim Kiryat Haim | 3:0 (15:0, 15:8, 15:2)          | Runda wstępna |
| 1991-12-07 | Stambuł        | ADK Ałma-Ata           | 1:3 (15:11, 11:15, 8:15, 12:15) | 1/8 finału    |
| 1991-12-14 | Ałmaty         | ADK Ałma-Ata           | 1:3 (2:15, 5:15, 15:6, 7:15)    | 1/8 finału    |

## Puchar Europy Zdobywczyń Pucharów siatkarek (1993/1994)
| Data       | Miejsce  | Przeciwnik       | Wynik                                | Runda      |
| ---------- | -------- | ---------------- | ------------------------------------ | ---------- |
| 1993-12-04 | Stambuł  | Abes Trade Celje | 3:0 (15:9, 15:5, 15:7)               | 2. Runda   |
| 1993-12-05 | Celje    | Abes Trade Celje | 3:0 (15:2, 15:0, 15:7)               | 2. Runda   |
| 1993-01-13 | Schwerin | Schweriner SC    | 0:3 (11:15, 7:15, 15:17)             | 1/8 finału |
| 1993-01-20 | Stambuł  | Schweriner SC    | 2:3 (15:7, 7:15, 13:15, 15:5, 10:15) | 1/8 finału |

## Puchar Europy Mistrzyń Krajowych siatkarek (1994/1995)
| Data       | Miejsce | Przeciwnik          | Wynik                          | Runda    |
| ---------- | ------- | ------------------- | ------------------------------ | -------- |
| 1994-12-03 | Stambuł | Post Teleges Wiedeń | 3:1 (15:8, 15:6, 10:15, 15:13) | 2. runda |
| 1994-12-10 | Wiedeń  | Post Teleges Wiedeń | 0:3 (8:15, 7:15, 4:15)         | 2. runda |

## Puchar Europy Mistrzyń Krajowych siatkarek (1995/1996)
| Data       | Miejsce  | Przeciwnik              | Wynik                           | Runda        |
| ---------- | -------- | ----------------------- | ------------------------------- | ------------ |
| 1995-12-03 | Strumica | Makedonija Strumica     | 3:0 (15:0, 15:4, 15:5)          | 2. runda     |
| 1995-12-05 | Stambuł  | Makedonija Strumica     | 3:0 (15:4, 15:2, 15:3)          | 2. runda     |
| 1996-01-10 | Stambuł  | Urałoczka Jekaterynburg | 3:1 (15:13, 15:5, 6:15, 15:13)  | Faza grupowa |
| 1996-01-17 | Bazylea  | RTV Bazylea             | 1:3 (12:15, 4:15, 16:14, 14:16) | Faza grupowa |
| 1996-01-24 | Stambuł  | Parmalat Matera         | 1:3 (15:9, 14:16, 11:15, 5:15)  | Faza grupowa |
| 1996-01-31 | Wiedeń   | Post Gulet Wiedeń       | 0:3 (16:18, 6:15, 5:15)         | Faza grupowa |
| 1996-02-07 | Stambuł  | Jedinstvo Luna Uzice    | 3:0 (15:6, 15:5, 15:10)         | Faza grupowa |
| 1996-02-14 | Tongeren | Datovoc Tongeren        | 0:3 (6:15, 13:15, 6:15)         | Faza grupowa |
| 1996-02-21 | Stambuł  | Rapid Bukareszt         | 3:0 (15:10, 15:3, 15:3)         | Faza grupowa |

## Puchar Europy Zdobywczyń Pucharów siatkarek (1998/1999)
| Data       | Miejsce   | Przeciwnik                 | Wynik                                   | Runda        |
| ---------- | --------- | -------------------------- | --------------------------------------- | ------------ |
| 1999-01-13 | Bukareszt | Rapid Metrorex Bukareszt   | 3:0 (25:22, 25:16, 25:19)               | Faza grupowa |
| 1999-01-20 | Stambuł   | VBC Riom                   | 3:1 (25:23, 25:9, 24:26, 25:14)         | Faza grupowa |
| 1999-01-27 | Orivesi   | Oriveden Ponnistus         | 3:0 (25:18, 25:22, 25:19)               | Faza grupowa |
| 1999-02-03 | Stambuł   | Isola Tongeren             | 3:0 (25:15, 25:11, 25:21)               | Faza grupowa |
| 1999-02-10 | Wattwil   | KSV Wattwil                | 3:0 (25:15, 25:19, 25:18)               | Faza grupowa |
| 1999-02-17 | Stambuł   | Orbita Zaporoże            | 3:0 (25:11, 25:14, 25:17)               | Faza grupowa |
| 1999-02-23 | Praga     | PVK Olymp Praga            | 3:2 (25:18, 23:25, 26:24, 22:25, 15:12) | Faza grupowa |
| 1999-03-13 | Stambuł   | Filathletic Club Vrilissia | 3:1 (22:25, 25:16, 25:16, 25:16)        | Półfinał     |
| 1999-03-14 | Stambuł   | Cermagica Reggio Emilia    | 3:1 (25:19, 25:17, 23:25, 25:17)        | Finał        |

## Puchar Europy Mistrzyń Krajowych siatkarek (1999/2000)
| Data       | Miejsce    | Przeciwnik              | Wynik                            | Runda             |
| ---------- | ---------- | ----------------------- | -------------------------------- | ----------------- |
| 2000-01-12 | Herentals  | Kärcher Herentals       | 3:0 (25:17, 25:20, 25:21)        | Faza grupowa      |
| 2000-01-19 | Stambuł    | Vrilission Ateny        | 3:1 (21:25, 25:15, 25:22, 25:22) | Faza grupowa      |
| 2000-01-26 | Praga      | PVK Olymp Praga         | 3:1 (23:25, 25:20, 25:14, 25:16) | Faza grupowa      |
| 2000-02-02 | Stambuł    | PTPS Nafta Piła         | 3:0 (25:18, 25:16, 25:15)        | Faza grupowa      |
| 2000-02-09 | Oldenzaal  | Arke Pollux Oldenzal    | 3:0 (26:24, 25:15, 25:21)        | Faza grupowa      |
| 2000-02-16 | Stambuł    | CV Tenerife             | 3:1 (25:27, 25:15, 25:18, 25:17) | Faza grupowa      |
| 2000-02-22 | Bratysława | Slávia Bratysława       | 3:0 (25:14, 25:16, 25:21)        | Faza grupowa      |
| 2000-03-11 | Bursa      | Urałoczka Jekaterynburg | 0:3 (28:30, 20:25, 23:25)        | Półfinał          |
| 2000-03-12 | Bursa      | PTPS Nafta Piła         | 3:1 (25:15, 24:26, 25:12, 25:21) | Mecz o 3. miejsce |

## Liga Mistrzyń siatkarek (2000/2001)
| Data       | Miejsce     | Przeciwnik              | Wynik                            | Runda             |
| ---------- | ----------- | ----------------------- | -------------------------------- | ----------------- |
| 2000-12-06 | Stambuł     | USC Münster             | 3:1 (21:25, 25:15, 25:20, 25:17) | Faza grupowa      |
| 2000-12-12 | Grenada     | Universidad Granada     | 3:0 (25:15, 25:14, 25:20)        | Faza grupowa      |
| 2000-12-19 | Ateny       | Panathinaikos Ateny     | 3:0 (25:17, 25:23, 25:20)        | Faza grupowa      |
| 2001-01-10 | Stambuł     | Panathinaikos Ateny     | 3:1 (25:13, 25:12, 21:25, 25:20) | Faza grupowa      |
| 2001-01-17 | Stambuł     | Universidad Granada     | 3:0 (25:22, 25:16, 25:18)        | Faza grupowa      |
| 2001-01-23 | Münster     | USC Münster             | 3:1 (22:25, 25:22, 25:16, 25:21) | Faza grupowa      |
| 2001-02-14 | Cannes      | RC Cannes               | 1:3 (21:25, 25:23, 12:25, 17:25) | Ćwierćfinał       |
| 2001-02-21 | Stambuł     | RC Cannes               | 3:0 (25:20, 25:20, 25:21)        | Ćwierćfinał       |
| 2001-03-17 | Niżny Tagił | Caposud Reggio Calabria | 0:3 (20:25, 20:25, 17:25)        | Półfinał          |
| 2001-03-18 | Niżny Tagił | Urałoczka Jekaterynburg | 1:3 (18:25, 25:19, 28:30, 20:25) | Mecz o 3. miejsce |

## Liga Mistrzyń siatkarek (2001/2002)
| Data       | Miejsce                | Przeciwnik              | Wynik                                   | Runda             |
| ---------- | ---------------------- | ----------------------- | --------------------------------------- | ----------------- |
| 2001-12-05 | Stambuł                | Tenerife Marichal       | 3:0 (25:14, 25:22, 26:24)               |                   |
| 2001-12-12 | Kaštela                | OK Marina Kaštela       | 3:0 (25:17, 25:21, 25:19)               |                   |
| 2001-12-19 | Bergamo                | Foppapedretti Bergamo   | 1:3 (23:25, 21:25, 27:25, 18:25)        |                   |
| 2002-01-09 | Stambuł                | Foppapedretti Bergamo   | 2:3 (26:28, 16:25, 25:16, 25:16, 11:15) |                   |
| 2002-01-16 | Stambuł                | OK Marina Kaštela       | 3:0 (25:14, 25:17, 25:13)               |                   |
| 2002-01-22 | Santa Cruz de Tenerife | Tenerife Marichal       | 3:1 (25:14, 25:23, 16:25, 25:17)        |                   |
| 2002-02-13 | Stambuł                | Günes Vakifbank Stambuł | 2:3 (16:25, 25:20, 22:25, 25:16, 15:17) | Ćwierćfinał       |
| 2002-02-20 | Stambuł                | Günes Vakifbank Stambuł | 3:0 (25:19, 25:22, 25:16)               | Ćwierćfinał       |
| 2002-03-16 | Stambuł                | Foppapedretti Bergamo   | 0:3 (18:25, 20:25, 20:25)               | Półfinał          |
| 2002-03-17 | Stambuł                | Tenerife Marichal       | 2:3 (25:18, 23:25, 25:16, 20:25, 12:15) | Mecz o 3. miejsce |

## Liga Mistrzyń siatkarek (2002/2003)
| Data       | Miejsce       | Przeciwnik              | Wynik                                  | Runda        |
| ---------- | ------------- | ----------------------- | -------------------------------------- | ------------ |
| 2002-12-04 | Stambuł       | Azerrail Baku           | 1:3 (20:25, 22:25, 25:17, 22:25)       | Faza grupowa |
| 2002-12-10 | Jekaterynburg | Urałoczka Jekaterynburg | 0:3 (22:25, 13:25, 21:25)              | Faza grupowa |
| 2002-12-18 | Stambuł       | Volley Modena           | 2:3 (16:25, 27:25, 25:19, 21:25, 8:15) | Faza grupowa |
| 2003-01-09 | Modena        | Volley Modena           | 1:3 (25:20, 13:25, 23:25, 19:25)       | Faza grupowa |
| 2003-01-15 | Stambuł       | Urałoczka Jekaterynburg | 0:3 (13:25, 18:25, 13:25)              | Faza grupowa |
| 2003-01-21 | Baku          | Azerrail Baku           | 0:3 (17:25, 18:25, 18:25)              | Faza grupowa |

## Liga Mistrzyń siatkarek (2003/2004)
| Data       | Miejsce | Przeciwnik      | Wynik                                   | Runda        |
| ---------- | ------- | --------------- | --------------------------------------- | ------------ |
| 2004-01-22 | Zagrzeb | Mladost Zagrzeb | 3:0 (25:19, 25:20, 25:21)               | Faza grupowa |
| 2004-01-28 | Perugia | Sirio Perugia   | 1:3 (20:25, 25:14, 23:25, 16:25)        | Faza grupowa |
| 2004-02-03 | Stambuł | Mladost Zagrzeb | 3:0 (25:13, 25:19, 25:13)               | Faza grupowa |
| 2004-02-04 | Stambuł | Sirio Perugia   | 2:3 (25:22, 25:22, 25:27, 20:25, 14:16) | Faza grupowa |
| 2004-02-25 | Baku    | Azerrail Baku   | 1:3 (19:25, 20:25, 25:21, 23:25)        | Play-off     |
| 2004-03-03 | Stambuł | Azerrail Baku   | 1:3 (25:23, 24:26, 21:25, 23:25)        | Play-off     |

## Puchar Top Teams siatkarek (2004/2005)
| Data       | Miejsce       | Przeciwnik             | Wynik                                   | Runda             |
| ---------- | ------------- | ---------------------- | --------------------------------------- | ----------------- |
| 2004-10-22 | Moskwa        | Minczanka Mińsk        | 3:1 (25:15, 24:26, 25:17, 25:14)        | Runda wstępna     |
| 2004-10-23 | Moskwa        | Dinamo Tirana          | 3:0 (25:12, 25:12, 25:13)               | Runda wstępna     |
| 2004-10-24 | Moskwa        | Dinamo Moskwa          | 3:2 (26:24, 25:22, 25:27, 18:25, 15:12) | Runda wstępna     |
| 2004-11-10 | Lichtenvoorde | Longa'59 Lichtenvoorde | 0:3 (20:25, 22:25, 18:25)               | Faza grupowa      |
| 2004-11-18 | Stambuł       | Zeiler Köniz           | 3:2 (22:25, 25:22, 21:25, 25:21, 15:13) | Faza grupowa      |
| 2004-11-25 | Stambuł       | CS Madeira             | 3:0 (25:13, 25:20, 25:18)               | Faza grupowa      |
| 2004-12-01 | Madera        | CS Madeira             | 3:1 (15:25, 25:17, 25:23, 25:22)        | Faza grupowa      |
| 2004-12-08 | Köniz         | Zeiler Köniz           | 3:1 (15:25, 25:18, 27:25, 25:19)        | Faza grupowa      |
| 2004-12-14 | Stambuł       | Longa'59 Lichtenvoorde | 3:1 (14:25, 25:11, 25:14, 25:22)        | Faza grupowa      |
| 2005-01-05 | Stambuł       | RC Villebon 91         | 3:0 (25:18, 27:25, 25:19)               | Ćwierćfinał       |
| 2005-01-12 | Villebon      | RC Villebon 91         | 3:0 (25:17, 25:20, 25:22)               | Ćwierćfinał       |
| 2005-03-12 | Turyn         | Chieri Volley          | 0:3 (10:15, 14:25, 15:25)               | Półfinał          |
| 2005-03-13 | Turyn         | Eburon Tongeren        | 3:0 (25:18, 25:13, 25:23)               | Mecz o 3. miejsce |

## Liga Mistrzyń siatkarek (2005/2006)
| Data       | Miejsce                    | Przeciwnik              | Wynik                                   | Runda        |
| ---------- | -------------------------- | ----------------------- | --------------------------------------- | ------------ |
| 2005-10-19 | Stambuł                    | RC Cannes               | 1:3 (19:25, 25:23, 15:25, 16:25)        | Faza grupowa |
| 2005-10-26 | Bergamo                    | Foppapedretti Bergamo   | 1:3 (20:25, 25:23, 16:25, 25:19)        | Faza grupowa |
| 2005-11-02 | Stambuł                    | Hotel Cantur Las Palmas | 2:3 (25:20, 25:21, 23:25, 17:25, 13:15) | Faza grupowa |
| 2005-11-29 | Jekaterynburg              | Urałoczka Jekaterynburg | 3:1 (20:25, 25:20, 25:23, 33:31)        | Faza grupowa |
| 2005-12-07 | Stambuł                    | CA Trofa                | 3:2 (25:23, 22:25, 25:16, 22:25, 15:11) | Faza grupowa |
| 2005-12-15 | Trofa                      | CA Trofa                | 3:0 (25:21, 25:18, 25:20)               | Faza grupowa |
| 2005-12-21 | Stambuł                    | Urałoczka Jekaterynburg | 0:3 (23:25, 22:25, 21:25)               | Faza grupowa |
| 2006-01-04 | Las Palmas de Gran Canaria | Hotel Cantur Las Palmas | 2:3 (21:25, 25:19, 14:25, 25:19, 9:15)  | Faza grupowa |
| 2006-01-11 | Stambuł                    | Foppapedretti Bergamo   | 1:3 (21:25, 21:25, 25:22, 20:25)        | Faza grupowa |
| 2006-01-17 | Cannes                     | RC Cannes               | 1:3 (13:25, 16:25, 25:21, 25:27)        | Faza grupowa |

## Liga Mistrzyń siatkarek (2006/2007)
| Data       | Miejsce    | Przeciwnik               | Wynik                            | Runda        |
| ---------- | ---------- | ------------------------ | -------------------------------- | ------------ |
| 2006-11-29 | Stambuł    | SVS Post Schwechat       | 3:1 (23:25, 25:16, 25:22, 25:14) | Faza grupowa |
| 2006-12-06 | Pesaro     | Scavolini Pesaro         | 1:3 (21:25, 14:25, 25:17, 22:25) | Faza grupowa |
| 2006-12-13 | Stambuł    | Azerrail Baku            | 0:3 (14:25, 25:27, 21:25)        | Faza grupowa |
| 2006-12-19 | Baku       | Azerrail Baku            | 3:1 (28:26, 24:26, 27:25, 25:18) | Faza grupowa |
| 2007-01-10 | Stambuł    | Scavolini Pesaro         | 3:0 (25:20, 26:24, 25:22)        | Faza grupowa |
| 2007-01-16 | Schwechat  | SVS Post Schwechat       | 3:1 (22:25, 25:18, 26:24, 25:20) | Faza grupowa |
| 2007-02-07 | Amstelveen | DELA Martinus Amstelveen | 0:3 (26:28, 13:25, 25:27)        | 1/12 finału  |
| 2007-02-14 | Stambuł    | DELA Martinus Amstelveen | 3:1 (20:25, 25:20, 25:22, 26:24) | 1/12 finału  |

## Liga Mistrzyń siatkarek (2007/2008)
| Data       | Miejsce | Przeciwnik           | Wynik                                  | Runda        |
| ---------- | ------- | -------------------- | -------------------------------------- | ------------ |
| 2007-11-28 | Perugia | Despar Sirio Perugia | 0:3 (11:25, 21:25, 25:27)              | Faza grupowa |
| 2007-12-05 | Stambuł | Gruppo Murcia 2002   | 3:2 (22:25, 25:19, 25:20, 24:26, 15:8) | Faza grupowa |
| 2007-12-12 | Stambuł | Poštar 064 Belgrad   | 3:0 (25:18, 25:17, 25:9)               | Faza grupowa |
| 2007-12-18 | Belgrad | Poštar 064 Belgrad   | 3:0 (25:19, 25:9, 25:11)               | Faza grupowa |
| 2008-01-24 | Murcja  | Gruppo Murcia 2002   | 0:3 (19:25, 16:25, 23:25)              | Faza grupowa |
| 2008-01-29 | Stambuł | Despar Sirio Perugia | 3:1 (20:25, 25:20, 25:20, 25:20)       | Faza grupowa |
| 2008-02-12 | Novara  | Asystel Novara       | 0:3 (31:33, 19:25, 21:25)              | 1/12 finału  |
| 2008-02-21 | Stambuł | Asystel Novara       | 3:1 (13:25, 25:17, 25:19, 25:21)       | 1/12 finału  |

## Liga Mistrzyń siatkarek (2008/2009)
| Data       | Miejsce   | Przeciwnik                | Wynik                                   | Runda             |
| ---------- | --------- | ------------------------- | --------------------------------------- | ----------------- |
| 2008-11-05 | Pesaro    | Scavolini Pesaro          | 0:3 (20:25, 16:25, 26:28)               | Faza grupowa      |
| 2008-11-11 | Stambuł   | SVS Post Schwechat        | 3:2 (25:10, 25:23, 25:27, 16:25, 15:11) | Faza grupowa      |
| 2008-12-10 | Stambuł   | ASPTT Miluza              | 3:1 (25:14, 25:23, 17:25, 25:12)        | Faza grupowa      |
| 2008-12-17 | Miluza    | ASPTT Miluza              | 3:2 (25:4, 21:25, 25:19, 29:31, 15:11)  | Faza grupowa      |
| 2009-01-14 | Schwechat | SVS Post Schwechat        | 3:0 (25:14, 25:18, 25:15)               | Faza grupowa      |
| 2009-01-20 | Stambuł   | Scavolini Pesaro          | 1:3 (20:25, 25:22, 17:25, 21:25)        | Faza grupowa      |
| 2009-02-11 | Stambuł   | Vakifbank Günes Stambuł   | 3:1 (25:21, 25:16, 17:25, 25:16)        | 1/12 finału       |
| 2009-02-18 | Stambuł   | Vakifbank Günes Stambuł   | 3:2 (24:26, 25:14, 27:25, 23:25, 15:13) | 1/12 finału       |
| 2009-03-05 | Muszyna   | Fakro Muszynianka Muszyna | 3:1 (25:23, 24:26, 28:26, 25:20)        | 1/6 finału        |
| 2009-03-11 | Stambuł   | Fakro Muszynianka Muszyna | 3:0 (25:17, 25:16, 25:22)               | 1/6 finału        |
| 2009-03-28 | Perugia   | Dinamo Moskwa             | 0:3 (16:25, 16:25, 13:25)               | Półfinał          |
| 2009-03-29 | Perugia   | Colussi Sirio Perugia     | 1:3 (22:25, 25:18, 22:25, 14:25)        | Mecz o 3. miejsce |

## Puchar CEV siatkarek (2009/2010)
| Data       | Miejsce | Przeciwnik    | Wynik                                   | Runda       |
| ---------- | ------- | ------------- | --------------------------------------- | ----------- |
| 2009-12-01 | Stambuł | VC Weert      | 3:1 (22:25, 25:19, 25:12, 25:10)        | 1/16 finału |
| 2009-12-09 | Weert   | VC Weert      | 3:1 (25:10, 16:25, 25:14, 25:20)        | 1/16 finału |
| 2010-01-07 | Baku    | Azerrail Baku | 3:2 (23:25, 23:25, 25:21, 25:10, 17:15) | 1/8 finału  |
| 2010-01-13 | Stambuł | Azerrail Baku | 3:0 (25:15, 25:22, 25:15)               | 1/8 finału  |
| 2010-02-18 | Baku    | Rabitə Baku   | 0:3 (20:25, 25:27, 16:25)               | Ćwierćfinał |
| 2010-02-24 | Stambuł | Rabitə Baku   | 3:1 (25:23, 25:17, 21:25, 25:21)        | Ćwierćfinał |

## Liga Mistrzyń siatkarek (2010/2011)
| Data       | Miejsce                    | Przeciwnik                 | Wynik                                   | Runda        |
| ---------- | -------------------------- | -------------------------- | --------------------------------------- | ------------ |
| 2010-11-24 | Stambuł                    | Voléro Zurych              | 3:1 (22:25, 25:20, 25:9, 25:19)         | Faza grupowa |
| 2010-12-01 | San Cristóbal de La Laguna | CV Jamper Aguere La Laguna | 3:1 (25:17, 22:25, 25:17, 25:20)        | Faza grupowa |
| 2010-12-08 | Stambuł                    | ASPTT Miluza               | 3:0 (25:15, 26:24, 25:20)               | Faza grupowa |
| 2010-12-16 | Miluza                     | ASPTT Miluza               | 3:0 (25:23, 25:20, 25:23)               | Faza grupowa |
| 2011-01-06 | Stambuł                    | CV Jamper Aguere La Laguna | 3:0 (25:19, 25:11, 25:12)               | Faza grupowa |
| 2011-01-11 | Zurych                     | Voléro Zurych              | 2:3 (19:25, 25:23, 23:25, 25:9, 13:15)  | Faza grupowa |
| 2011-02-01 | Cannes                     | RC Cannes                  | 3:0 (25:20, 25:20, 25:22)               | 1/12 finału  |
| 2011-02-09 | Stambuł                    | RC Cannes                  | 3:0 (25:21, 25:14, 25:21)               | 1/12 finału  |
| 2011-02-24 | Stambuł                    | Türk Telekom Stambuł       | 0:3 (21:25, 20:25, 22:25)               | 1/6 finału   |
| 2011-03-03 | Stambuł                    | Türk Telekom Stambuł       | 2:3 (25:21, 25:22, 23:25, 10:25, 13:15) | 1/6 finału   |

## Liga Mistrzyń siatkarek (2011/2012)
| Data       | Miejsce       | Przeciwnik                 | Wynik                                   | Runda        |
| ---------- | ------------- | -------------------------- | --------------------------------------- | ------------ |
| 2011-11-29 | Schwerin      | Schweriner SC              | 3:1 (18:25, 25:14, 25:22, 25:20)        | Faza grupowa |
| 2011-12-06 | Stambuł       | RC Cannes                  | 1:3 (25:23, 23:25, 18:25, 20:25)        | Faza grupowa |
| 2011-12-14 | Villa Cortese | MC-Carnaghi Villa Cortese  | 3:2 (16:25, 25:14, 23:25, 25:19, 15:13) | Faza grupowa |
| 2011-12-22 | Stambuł       | MC-Carnaghi Villa Cortese  | 3:1 (25:14, 25:13, 22:25, 25:20)        | Faza grupowa |
| 2012-01-11 | Cannes        | RC Cannes                  | 1:3 (22:25, 19:25, 25:22, 21:25)        | Faza grupowa |
| 2012-01-17 | Stambuł       | Schweriner SC              | 3:2 (29:31, 25:20, 25:21, 22:25, 15:12) | Faza grupowa |
| 2012-02-02 | Stambuł       | Vakifbank TTelekom Stambuł | 1:3 (22:25, 21:25, 25:20, 20:25)        | 1/12 finału  |
| 2012-02-08 | Stambuł       | Vakifbank TTelekom Stambuł | 2:3 (25:20, 22:25, 25:22, 21:25, 13:15) | 1/12 finału  |

## Liga Mistrzyń siatkarek (2012/2013)
| Data       | Miejsce          | Przeciwnik                        | Wynik                                   | Runda        |
| ---------- | ---------------- | --------------------------------- | --------------------------------------- | ------------ |
| 2012-10-24 | Dąbrowa Górnicza | Tauron MKS Dąbrowa Górnicza       | 3:1 (20:25, 25:22, 25:16, 25:21)        | Faza grupowa |
| 2012-10-31 | Stambuł          | Azerrail Baku                     | 3:0 (25:22, 25:23, 25:12)               | Faza grupowa |
| 2012-11-14 | Drezno           | Dresdner SC                       | 3:0 (26:24, 25:19, 25:14)               | Faza grupowa |
| 2012-11-21 | Stambuł          | Dresdner SC                       | 3:2 (23:25, 25:18, 23:25, 25:22, 15:12) | Faza grupowa |
| 2012-12-05 | Baku             | Azerrail Baku                     | 3:1 (23:25, 25:21, 25:16, 25:21)        | Faza grupowa |
| 2012-12-11 | Stambuł          | Tauron MKS Dąbrowa Górnicza       | 3:1 (23:25, 26:24, 25:19, 26:24)        | Faza grupowa |
| 2013-01-17 | Villa Cortese    | Asystel MC Carnaghi Villa Cortese | 3:1 (25:23, 21:25, 31:29, 25:17)        | 1/12 finału  |
| 2013-01-24 | Stambuł          | Asystel MC Carnaghi Villa Cortese | 3:2 (25:20, 15:25, 25:17, 15:25, 15:9)  | 1/12 finału  |
| 2013-02-07 | Stambuł          | Vakifbank TTelekom Stambuł        | 1:3 (23:25, 25:23, 17:25, 15:25)        | 1/6 finału   |
| 2013-02-14 | Stambuł          | Vakifbank TTelekom Stambuł        | 1:3 (19:25, 25:22, 16:25, 26:28)        | 1/6 finału   |

## Liga Mistrzyń siatkarek (2013/2014)
| Data       | Miejsce    | Przeciwnik        | Wynik                            | Runda             |
| ---------- | ---------- | ----------------- | -------------------------------- | ----------------- |
| 2013-10-24 | Stambuł    | Agel Prostějov    | 3:0 (25:15, 25:14, 25:21)        | Faza grupowa      |
| 2013-10-30 | Schwerin   | Schweriner SC     | 3:0 (25:21, 25:18, 25:23)        | Faza grupowa      |
| 2013-11-28 | Stambuł    | RC Cannes         | 3:0 (26:24, 25:21, 25:23)        | Faza grupowa      |
| 2013-12-05 | Cannes     | RC Cannes         | 3:0 (25:18, 25:21, 25:20)        | Faza grupowa      |
| 2013-12-11 | Stambuł    | Schweriner SC     | 3:0 (25:15, 25:17, 25:15)        | Faza grupowa      |
| 2013-12-17 | Prościejów | Agel Prostějov    | 3:1 (17:25, 28:26, 25:19, 25:23) | Faza grupowa      |
| 2014-01-15 | Sopot      | Atom Trefl Sopot  | 3:0 (25:21, 25:20, 25:22)        | 1/12 finału       |
| 2014-01-21 | Stambuł    | Atom Trefl Sopot  | 3:1 (16:25, 25:21, 25:21, 25:20) | 1/12 finału       |
| 2014-02-06 | Omsk       | Omiczka Omsk      | 3:1 (25:17, 29:27, 22:25, 25:21) | 1/6 finału        |
| 2014-02-13 | Stambuł    | Omiczka Omsk      | 3:0 (25:19, 25:21, 25:16)        | 1/6 finału        |
| 2014-03-15 | Baku       | VakıfBank Stambuł | 1:3 (19:25, 25:19, 22:25, 17:25) | Półfinał          |
| 2014-03-16 | Baku       | Rabitə Baku       | 0:3 (21:25, 12:25, 25:27)        | Mecz o 3. miejsce |

## Liga Mistrzyń siatkarek (2014/2015)
| Data       | Miejsce    | Przeciwnik                   | Wynik                                    | Runda        |
| ---------- | ---------- | ---------------------------- | ---------------------------------------- | ------------ |
| 2014-11-12 | Stambuł    | Omiczka Omsk                 | 3:0 (25:18, 25:18, 25:23)                | Faza grupowa |
| 2014-11-25 | Wrocław    | Impel Wrocław                | 3:0 (31:29, 25:16, 25:21)                | Faza grupowa |
| 2014-12-11 | Zurych     | Voléro Zurych                | 3:1 (20:25, 25:23, 25:16, 27:25)         | Faza grupowa |
| 2015-01-13 | Stambuł    | Voléro Zurych                | 0:3 (23:25, 22:25, 16:25)                | Faza grupowa |
| 2015-01-22 | Stambuł    | Impel Wrocław                | 3:1 (25:19, 21:25, 25:10, 25:16)         | Faza grupowa |
| 2015-01-28 | Omsk       | Omiczka Omsk                 | 3:1 (25:16, 23:25, 25:16, 25:19)         | Faza grupowa |
| 2015-02-10 | Prościejów | Agel Prostějov               | 3:1 (18:25, 25:15, 25:14, 25:21)         | 1/12 finału  |
| 2015-02-18 | Stambuł    | Agel Prostějov               | 3:0 (25:14, 25:14, 25:19)                | 1/12 finału  |
| 2015-03-05 | Stambuł    | Voléro Zurych                | 3:0 (25:21, 25:19, 25:22)                | 1/6 finału   |
| 2015-03-12 | Zurych     | Voléro Zurych                | 1:3 (23:25, 26:24, 27:29, 19:25 (15:12)) | 1/6 finału   |
| 2015-04-04 | Szczecin   | VakıfBank Stambuł            | 3:1 (25:22, 16:25, 25:22, 25:22)         | Półfinał     |
| 2015-04-05 | Szczecin   | Unendo Yamamay Busto Arsizio | 3:0 (25:22, 25:20, 25:21)                | Finał        |

## Liga Mistrzyń siatkarek (2015/2016)
| Data       | Miejsce       | Przeciwnik         | Wynik                                   | Runda        |
| ---------- | ------------- | ------------------ | --------------------------------------- | ------------ |
| 2015-10-27 | Stambuł       | Pomì Casalmaggiore | 2:3 (22:25, 18:25, 25:13, 27:25, 11:15) | Faza grupowa |
| 2015-11-10 | Prościejów    | Agel Prostějov     | 3:0 (25:21, 25:23, 25:22)               | Faza grupowa |
| 2015-11-26 | Stambuł       | Chemik Police      | 3:0 (25:22, 25:18, 26:24)               | Faza grupowa |
| 2015-12-10 | Szczecin      | Chemik Police      | 1:3 (22:25, 19:25, 27:25, 21:25)        | Faza grupowa |
| 2016-01-19 | Stambuł       | Agel Prostějov     | 3:2 (25:21, 18:25, 22:25, 28:26, 15:12) | Faza grupowa |
| 2016-01-27 | Casalmaggiore | Pomì Casalmaggiore | 3:2 (23:25, 20:25, 25:18, 25:22, 15:8)  | Faza grupowa |
| 2016-02-10 | Stambuł       | VakıfBank Stambuł  | 2:3 (25:27, 25:18, 25:10, 14:25, 10:15) | 1/12 finału  |
| 2016-02-24 | Stambuł       | VakıfBank Stambuł  | 0:3 (21:25, 18:25, 21:25)               | 1/12 finału  |

## Liga Mistrzyń siatkarek (2016/2017)
| Data       | Miejsce       | Przeciwnik              | Wynik                                   | Runda              |
| ---------- | ------------- | ----------------------- | --------------------------------------- | ------------------ |
| 2016-11-01 | Płowdiw       | Marica Płowdiw          | 3:0 (25:13, 25:13, 25:19)               | II – Kwalifikacje  |
| 2016-11-05 | Stambuł       | Marica Płowdiw          | 3:0 (25:16, 25:15, 25:19)               | II – Kwalifikacje  |
| 2016-11-15 | Mińsk         | Minczanka Mińsk         | 3:1 (25:22, 21:25, 25:11, 25:19)        | III – Kwalifikacje |
| 2016-11-19 | Stambuł       | Minczanka Mińsk         | 3:0 (25:14, 28:26, 25:19)               | III – Kwalifikacje |
| 2016-12-14 | Drezno        | Dresdner SC             | 3:0 (25:17, 25:11, 25:21)               | Faza grupowa       |
| 2017-01-10 | Stambuł       | VakıfBank Stambuł       | 2:3 (21:25, 21:25, 25:21, 25:20, 10:15) | Faza grupowa       |
| 2017-01-24 | Jekaterynburg | Urałoczka Jekaterynburg | 3:0 (25:11, 26:24, 26:24)               | Faza grupowa       |
| 2017-02-08 | Stambuł       | Urałoczka Jekaterynburg | 3:1 (25:16, 26:24, 25:27, 25:16)        | Faza grupowa       |
| 2017-02-22 | Stambuł       | VakıfBank Stambuł       | 1:3 (21:25, 14:25, 25:21, 15:25)        | Faza grupowa       |
| 2017-02-28 | Stambuł       | Dresdner SC             | 3:1 (25:15, 19:25, 25:22, 25:18)        | Faza grupowa       |
| 2017-03-23 | Stambuł       | Fenerbahçe SK           | 2:3 (25:16, 22:25, 19:25, 25:21, 12:15) | 1/12 finału        |
| 2017-04-04 | Stambuł       | Fenerbahçe SK           | 3:1 (29:31, 25:14, 27:25, 25:23)        | 1/12 finału        |
| 2017-04-22 | Treviso       | VakıfBank Stambuł       | 0:3 (20:25, 24:26, 22:25)               | Półfinał           |
| 2017-04-23 | Treviso       | Dinamo Moskwa           | 3:1 (25:19, 19:25, 25:23, 25:22)        | Mecz o 3. miejsce  |

## Puchar CEV siatkarek (2017/2018)
| Data       | Miejsce       | Przeciwnik                   | Wynik                            | Runda       |
| ---------- | ------------- | ---------------------------- | -------------------------------- | ----------- |
| 2017-12-13 | Dendermonde   | VC Oudegem                   | 3:0 (25:11, 25:15, 25:15)        | 1/16 finału |
| 2018-01-10 | Stambuł       | VC Oudegem                   | 3:0 (25:12, 25:17, 25:8)         | 1/16 finału |
| 2018-01-24 | Stambuł       | Unendo Yamamay Busto Arsizio | 3:1 (29:27, 25:18, 25:27, 25:18) | 1/8 finału  |
| 2018-02-08 | Busto Arsizio | Unendo Yamamay Busto Arsizio | 3:1 (20:25, 25:18, 25:18, 26:24) | 1/8 finału  |
| 2018-02-20 | Krasnojarsk   | Jenisiej Krasnojarsk         | 3:1 (25:16, 28:26, 23:25, 25:21) | 1/4 finału  |
| 2018-02-28 | Stambuł       | Jenisiej Krasnojarsk         | 3:0 (25:20, 25:11, 25:18)        | 1/4 finału  |
| 2018-03-13 | Schwerin      | Schweriner SC                | 3:0 (25:18, 25:19, 25:21)        | Półfinał    |
| 2018-03-20 | Stambuł       | Schweriner SC                | 3:0 (25:18, 25:19, 25:20)        | Półfinał    |
| 2018-04-03 | Mińsk         | Minczanka Mińsk              | 3:1 (25:14, 25:21, 22:25, 25:11) | Finał       |
| 2018-04-10 | Stambuł       | Minczanka Mińsk              | 3:0 (25:17, 25:17, 25:17)        | Finał       |

## Liga Mistrzyń w piłce siatkowej (2018/2019)
| Data       | Miejsce       | Przeciwnik              | Wynik                                    | Runda        |
| ---------- | ------------- | ----------------------- | ---------------------------------------- | ------------ |
| 2018-11-21 | Stambuł       | Urałoczka Jekaterynburg | 3:0 (25:16, 25:17, 25:21)                | Faza grupowa |
| 2018-12-19 | Hämeenlinna   | HPK Hämeenlinna         | 3:0 (25:11, 25:20, 25:16)                | Faza grupowa |
| 2019-01-22 | Kazań         | Dinamo Kazań            | 3:1 (25:16, 25:16, 22:25, 25:22)         | Faza grupowa |
| 2019-02-05 | Stambuł       | HPK Hämeenlinna         | 3:0 (25:17, 25:7, 25:20)                 | Faza grupowa |
| 2019-02-20 | Jekaterynburg | Urałoczka Jekaterynburg | 3:2 (25:20, 25:22, 19:25, 22:25, 15:8)   | Faza grupowa |
| 2019-02-26 | Stambuł       | Dinamo Kazań            | 3:0 (25:21, 25:18, 25:17)                | Faza grupowa |
| 2019-03-13 | Villorba      | Imoco Volley Conegliano | 3:0 (25:21, 27:25, 25:22)                | 1/8 finału   |
| 2019-03-19 | Stambuł       | Imoco Volley Conegliano | 1:3 (21:25, 23:25, 25:21, 21:25 (10:15)) | 1/8 finału   |

## Liga Mistrzyń w piłce siatkowej (2019/2020)
| Data       | Miejsce | Przeciwnik                | Wynik                                   | Runda        |
| ---------- | ------- | ------------------------- | --------------------------------------- | ------------ |
| 2019-11-19 | Stambuł | Fenerbahçe                | 3:2 (25:23, 25:18, 23:25, 22:25, 15:10) | Faza grupowa |
| 2019-11-26 | Salo    | LP Viesti Salo            | 3:0 (25:22, 25:10, 25:14)               | Faza grupowa |
| 2019-12-18 | Łódź    | Grot Budowlani Łódź       | 3:0 (25:17, 25:16, 25:22)               | Faza grupowa |
| 2020-01-22 | Stambuł | LP Viesti Salo            | 3:0 (25:16, 25:13, 25:13)               | Faza grupowa |
| 2020-02-06 | Stambuł | Fenerbahçe                | 3:2 (25:22, 16:25, 26:24, 20:25, 15:10) | Faza grupowa |
| 2020-02-18 | Stambuł | Grot Budowlani Łódź       | 3:2 (17:25, 25:27, 25:19, 25:21, 15:7)  | Faza grupowa |
|            |         | Savino Del Bene Scandicci |                                         | 1/8 finału   |
|            |         | Savino Del Bene Scandicci |                                         | 1/8 finału   |

## Liga Mistrzyń w piłce siatkowej (2020/2021)
| Data       | Miejsce       | Przeciwnik                | Wynik                                  | Runda        |
| ---------- | ------------- | ------------------------- | -------------------------------------- | ------------ |
| 2020-12-08 | Stambuł       | Allianz MTV Stuttgart     | 3:2 (22:25, 21:25, 25:17, 25:21, 15:9) | Faza grupowa |
| 2020-12-09 | Stambuł       | Lokomotiw Kaliningrad     | 3:0 (25:17, 25:22, 25:22)              | Faza grupowa |
| 2020-12-10 | Stambuł       | Dinamo Moskwa             | 3:0 (25:18, 25:20, 25:14)              | Faza grupowa |
| 2021-02-02 | Królewiec     | Allianz MTV Stuttgart     | 3:2 (30:32, 25:23, 22:25, 25:14, 15:9) | Faza grupowa |
| 2021-02-03 | Królewiec     | Lokomotiw Kaliningrad     | 3:0 (25:20, 25:19, 25:17)              | Faza grupowa |
| 2021-02-04 | Królewiec     | Dinamo Moskwa             | 3:1 (25:16, 19:25, 25:14, 25:18)       | Faza grupowa |
| 2021-02-25 | Busto Arsizio | Unet E-Work Busto Arsizio | 1:3 (19:25, 25:15, 17:25, 26:28)       | Ćwierćfinał  |
| 2021-03-04 | Stambuł       | Unet E-Work Busto Arsizio | 1:3 (23:25, 22:25, 25:22, 26:28)       | Ćwierćfinał  |

## Puchar CEV siatkarek (2021/2022)
| Data       | Miejsce   | Przeciwnik                   | Wynik                                  | Runda       |
| ---------- | --------- | ---------------------------- | -------------------------------------- | ----------- |
| 2021-11-17 | Lajkovac  | Železničar Lajkovac          | 3:0 (28:26, 25:17, 25:17)              | 1/16 finału |
| 2021-11-24 | Stambuł   | Železničar Lajkovac          | 3:0 (25:16, 25:21, 25:13)              | 1/16 finału |
| 2021-12-08 | Kamnik    | Calcit Kamnik                | 3:0 (25:23, 25:17, 25:15)              | 1/8 finału  |
| 2021-12-16 | Stambuł   | Calcit Kamnik                | 3:0 (25:19, 25:17, 25:23)              | 1/8 finału  |
| 2022-01-25 | Stambuł   | Urałoczka NTMK Jekaterynburg | 3:0 (25:19, 25:19, 25:21)              | 1/4 finału  |
| 2022-01-26 | Stambuł   | Urałoczka NTMK Jekaterynburg | 2:3 (25:17, 24:26, 31:29, 19:25, 6:15) | 1/4 finału  |
| 2022-02-23 | Blaj      | CS Volei Alba Blaj           | 3:0 (25:21, 25:22, 25:19)              | Półfinał    |
| 2022-03-01 | Stambuł   | CS Volei Alba Blaj           | 3:0 (25:15, 25:18, 25:19)              | Półfinał    |
| 2022-03-15 | Stambuł   | Allianz MTV Stuttgart        | 3:1 (25:19, 22:25, 25:20, 25:17)       | Finał       |
| 2022-03-22 | Stuttgart | Allianz MTV Stuttgart        | 3:1 (25:18, 25:21, 18:25, 26:24)       | Finał       |